# Charlotina
Charlotina es el nombre de un proyecto para erigir una colonia en los territorios de la Nueva Francia, adquiridos por el Reino de Gran Bretaña a raíz de la guerra de los Siete Años – más conocida como guerra franco-india en América del Norte –.

## Contexto histórico
Con el Tratado de París de 10 de febrero de 1763, que pone fin a la guerra de los Siete Años, Reino Unido adquiere los territorios franceses de la Nueva Francia, lo que origina la aparición de diversas propuestas para organizar los territorios recién adquiridos en el Valle del Mississippí.

## Propuesta

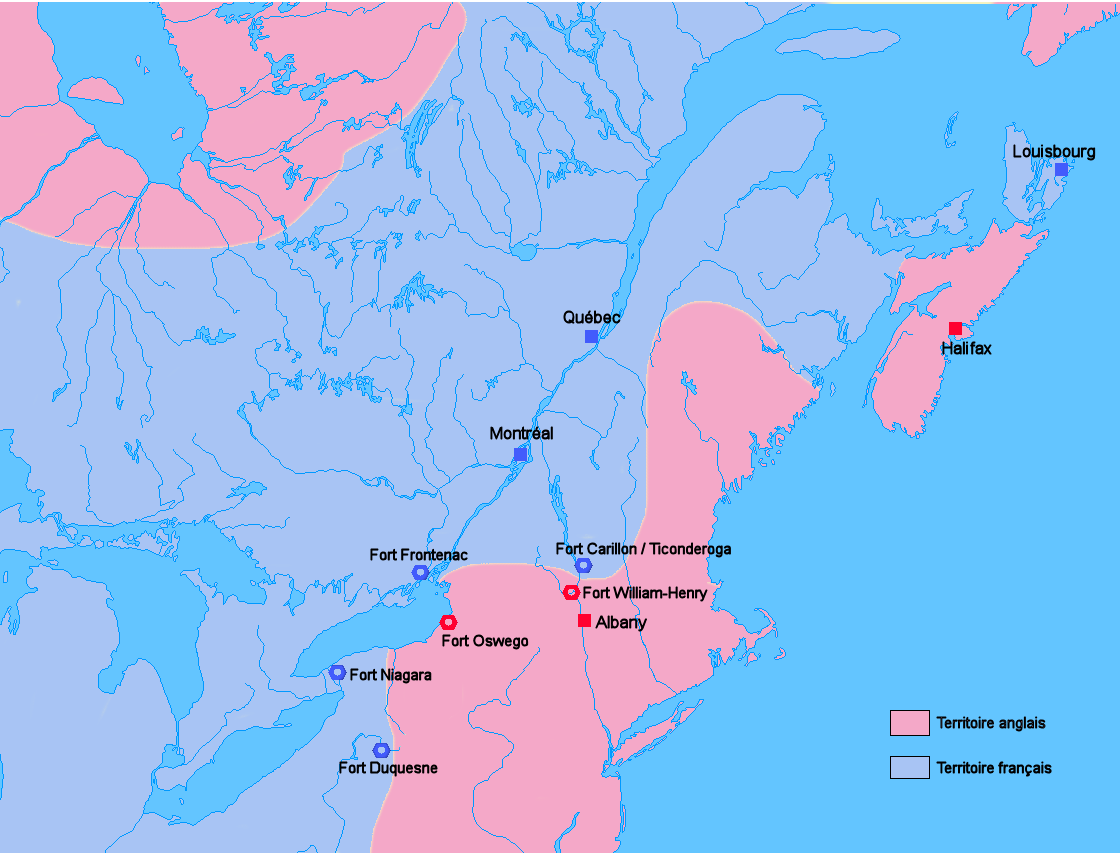
Mapa con las posiciones inglesas (en rojo) y francesas (en azul) en América del Norte justo antes del inicio de la guerra.

Una de las proposiciones (publicada en octubre o noviembre de 1763 en un panfleto en Edimburgo (Escocia) titulado The Expediency of Securing our American Colonies by Settling the Country Adjoining the River Mississippi, and the Country upon the Ohio, Considered), abogaba por la constitución de una colonia llamada Charlotina, en honor de la reina Carlota de Mecklemburgo-Strelitz, esposa del rey Jorge III.

Nueva Francia en 1750.

El proyecto abarcaba el territorio comprendido entre los ríos Maumee, Wabash, Ohio, el alto Mississippí y los Grandes Lagos, en los actuales estados de Indiana, Illinois y Wisconsin,
Esta, junto con otras propuestas, decayó con la Proclamación Real de 1763, que prohibía la creación de nuevas colonias en el territori de Nueva Francia

## Nuevos proyectos
Otras propuestas de organizar territorios coloniales, recuperan el nombre con variaciones (Charlottina, Charlotta, Charlotania,…), aunque no se refieren al mismo territorio o límites.
En 1770 se desarrolla el proyecto más elaborado, pero aunque baraja el nombre de Charlottiana, se decide finalmente por utilizar el de Vandalia

## Nombre incorrecto
El nombre de la propuesta original de la colonia aparece incorrectamente como Charlotiana en varias fuentes debido a una errata que se arrastra en sucesivas citas.